# Опасне
Опасне (крим. Opasne) — місцевість Керчі, Україна, розташована на сході міста, колишнє село.
Пов'язана з центром міста рейсами маршрутного таксі (маршрут №18 від автовокзалу Керчі).

## Історія
Вперше в історичних документах зустрічається на карті 1842, де слобода Опасна позначена з 33 дворами.
Постановою ВЦВК «Про реорганізацію мережі районів Кримської АРСР» від 30 жовтня 1930 року село, разом із сільрадою, включили до складу Керчі.